# Селниця (громада Коніц)
Селниця (хорв. і босн. Seonica, серб. Сеоница) — село в Боснії і Герцеговині, адміністративно належить до громади Коніц, що в Герцеговинсько-Неретванському кантоні Федерації Боснії і Герцеговини. За результатами перепису 2013, у селі проживає 100 осіб.

## Населення
Чисельність і національний склад на підставі останніх переписів:
| Селниця             |              |              |              |              |
| рік перепису        | 2013         | 1991         | 1981         | 1971         |
| хорвати             | невідомо     | 145 (57,54%) | 128 (49,61%) | 136 (47,72%) |
| босняки             | невідомо     | 101 (40,08%) | 126 (48,84%) | 140 (49,12%) |
| серби               | невідомо     | 1 (0,397%)   | 2 (0,775%)   | 9 (3,158%)   |
| югослави            | невідомо     | 180 (4,28%)  | 413 (11,16%) | —            |
| інші та невизначені | невідомо     | 1 (0,397%)   | —            | —            |
| усього              | 100 (100,0%) | 252 (100,0%) | 258 (100,0%) | 285 (100,0%) |